# Thuế lũy thoái
Thuế lũy thoái (tiếng Anh: regressive tax) là hệ thống thuế trong đó thuế tăng khi thu nhập giảm, nếu tính bằng tỉ lệ phần trăm thu nhập của người đóng thuế.

## Khái niệm
- Thuế lũy thoái là một loại thuế được áp dụng theo cách mà thuế suất giảm khi số tiền bị đánh thuế tăng lên. "Hồi quy" mô tả hiệu ứng phân phối đối với thu nhập hoặc chi tiêu, liên quan đến cách tỷ lệ tăng dần từ cao xuống thấp, sao cho thuế suất bình quân vượt quá thuế suất biên. Về thu nhập và của cải cá nhân, thuế lũy thoái tạo ra gánh nặng lớn hơn (về tài nguyên) đối với người nghèo hơn là đối với người giàu, bởi sự tồn tại của mối quan hệ nghịch đảo giữa thuế suất và khả năng chi trả của người đóng thuế, được đo bằng tài sản, tiêu dùng, hoặc thu nhập. Những loại thuế này có xu hướng làm giảm gánh nặng thuế của những người có khả năng chi trả cao hơn, vì chúng chuyển gánh nặng ngày càng tăng sang những người có khả năng chi trả thấp hơn.
- Tính hồi quy của một loại thuế cụ thể cũng có thể tính đến xu hướng tham gia vào hoạt động bị đánh thuế của người nộp thuế so với nguồn lực của họ (kết quả thống kê dân số dựa trên mức thuế). Nói cách khác, nếu việc bị đánh thuế có nhiều khả năng được thực hiện bởi người nghèo và ít có khả năng được thực hiện bởi người giàu, thì thuế có thể được coi là lũy thoái. Để đo lường tác động của thuế lũy thoái, độ co giãn thu nhập của hàng hóa bị đánh thuế cũng như ảnh hưởng của thu nhập đối với tiêu dùng cần phải được cân nhắc. Biện pháp này có thể được áp dụng đối với từng loại thuế hoặc đối với toàn bộ hệ thống thuế; trong một năm, nhiều năm hoặc trọn đời.
- Đối lập với thuế lũy thoái là thuế lũy tiến, trong đó thuế suất bình quân tăng lên khi số tiền bị đánh thuế tăng lên.

## Bản chất và đặc trưng của thuế lũy thoái
Thuế lũy thoái ảnh hưởng đến những người có thu nhập thấp nghiêm trọng hơn những người có thu nhập cao vì nó được áp dụng thống nhất cho mọi trường hợp, không phân biệt đối tượng nộp thuế. Mặc dù có thể công bằng trong một số trường hợp khi đánh thuế tất cả mọi người ở cùng một mức thuế suất như nhau, nhưng nó được coi là không công bằng trong các trường hợp khác. Do đó, hầu hết các hệ thống thuế thu nhập áp dụng biểu thuế lũy tiến đánh thuế người có thu nhập cao với tỷ lệ phần trăm cao hơn so với người có thu nhập thấp, trong khi các loại thuế khác được áp dụng thống nhất.
Mặc dù có hệ thống thuế lũy tiến khi đánh thuế thu nhập, có nghĩa là những người có thu nhập cao hơn phải trả tỷ lệ thuế cao hơn mỗi năm so với những người có thu nhập thấp hơn, chúng tôi phải trả một số loại thuế được coi là thuế lũy thoái. Một số trong số này bao gồm thuế bán hàng của tiểu bang, phí sử dụng và ở một mức độ nào đó, thuế tài sản. Hệ thống thuế lũy thoái phổ biến hơn ở các nước kém phát triển hơn, nơi có thể có nhiều người hơn trong cùng một khung thu nhập, do đó làm giảm tác động tiêu cực của thuế lũy thoái.

### Ví dụ
1. Thuế thân (thuế đầu người)
2. Thuế gộp / khoán
3. Một loại thuế có giới hạn, theo đó không phải trả thuế, chẳng hạn như Thuế An sinh Xã hội Hoa Kỳ, không áp dụng cho tiền lương vượt quá giới hạn hàng năm.
4. "Thuế tội lỗi" (thuế gia cầm) cũng bị chỉ trích là có tính chất lũy thoái, vì chúng thường được tầng lớp thấp tiêu dùng nhiều hơn (hoặc ít nhất là với tỷ lệ lớn hơn). Các loại thuế như vậy thường được áp dụng ở mức cố định vì vậy chúng sẽ chiếm tỷ trọng cao hơn ở mức giá cuối cùng của các thương hiệu rẻ hơn, so với các sản phẩm chất lượng cao hơn thường được người giàu tiêu dùng. Ví dụ, "những người ở nhóm thu nhập dưới cùng dành tỷ lệ thu nhập lớn hơn 78% cho thuế rượu so với những người trong nhóm thu nhập cao nhất." Thuốc lá nói riêng có tính lũy thoái cao, trong đó những người thuộc nhóm thu nhập dưới cùng trả một mức thuế cao hơn 583% so với nhóm thu nhập hàng đầu.
5. Việc giảm phụ cấp trong hệ thống thuế thu nhập cho phép rút tiền trợ cấp cá nhân của một cá nhân, tạo ra mức thuế cận biên cao hơn đối với một biên độ giới hạn trước khi quay trở lại tỷ lệ cơ bản. Ở Anh tồn tại mức 60% tại mức 100.000 bảng, hoàn 40% ở mức 120.000 bảng.
6. Thuế tiêu thụ đặc biệt không đồng đều dựa trên các mặt hàng thiết yếu hàng ngày như thực phẩm (thuế chất béo, thuế muối), giao thông (thuế nhiên liệu, tăng giá vé phương tiện giao thông công cộng, định giá phương tiện di chuyển), năng lượng (thuế carbon) và nhà ở (thuế Hội đồng, thuế cửa sổ) thường mang tính lũy thoái về thu nhập. Ví dụ, độ co giãn của nhu cầu theo thu nhập của thực phẩm thường nhỏ hơn 1 (không co giãn) (theo định luật Engel) và do đó, khi thu nhập của một hộ gia đình tăng lên, thuế thu được từ thực phẩm hầu như không thay đổi.
7. Do đó, theo tỷ trọng chi tiêu khả dụng, gánh nặng thuế tương đương giảm nhiều hơn đối với các hộ gia đình có thu nhập thấp hơn. Một số chính phủ cung cấp các khoản giảm giá cho các hộ gia đình có thu nhập thấp hơn, nhằm nỗ lực giảm thiểu bản chất lũy thoái của các loại thuế này. Tồn tại một khái niệm liên quan trong đó việc sản xuất và nhập khẩu các mặt hàng thiết yếu được kiểm soát chặt chẽ, chẳng hạn như sữa, trứng, pho mát và gia cầm theo hệ thống quản lý nguồn cung của Canada, dẫn đến việc các sản phẩm sẽ được bán với giá cao hơn so với một hệ thống thị trường tự do. Sự chênh lệch về giá thường bị chỉ trích là "thuế lũy thoái" mặc dù các sản phẩm như vậy không bị đánh thuế trực tiếp.
8. Thuế biên chế, chẳng hạn như FICA (Luật Các khoản đóng góp bảo hiểm liên bang) và Bảo hiểm thất nghiệp ở Hoa Kỳ, và thuế tiêu dùng như thuế giá trị gia tăng và thuế bán hàng đều có tính lũy thoái khi cả hai đều làm tăng giá hàng hóa được tiêu thụ.
9. Xổ số được mô tả là một loại thuế lũy thoái trá hình.